# 파벨라

파벨라

파벨라(브라질 포르투갈어: favela)는 브라질에서 슬럼를 가리키는 말이다. 2010년 브라질 국립지리통계원의 통계에 따르면, 브라질 전체 인구의 약 6%가 거주하고 있었다.
보통 경사진 구릉지에 위치해 있는 관계로 홍수와 산사태에 취약하다.

## 역사
브라질에서 파벨라라는 용어는 1930년대부터 보편화되었다. 제툴리우 바르가스가 리우데자네이루와 상파울루에서 재개발을 명목으로 대규모 민가 철거 사업을 진행한 이후 강제로 쫒겨난 사람들이 리우데나제이루 외곽에 지은 판잣집 주택가들이 역사상 최초의 파벨라이다.
바르가스의 이스타두 노부 정권은 비밀 경찰을 이용해 도시빈민을 살해했고, 살아남은 이들은 브라질 전역에 파벨라를 건설했다.
1951년부터 브라질의 산업화가 시작되면서 파벨라의 규모는 확장되었고, 도시 이주민들이 파벨라에 유입되었다. 이에 브라질 정부는 파벨라를 다른 도시와 차단하고자 경찰을 배치해 포위했고 주민과 경찰 사이의 충돌은 일상적으로 발생했다.
1964년 브라질 쿠데타를 통해 집권한 극우 군사독재정권은 파벨라 주민들을 학살하기 시작했고, 파벨라의 주택을 불태우면서 파벨라는 학살의 현장으로 변했다. 군사독재정권이 리우데자네이루 외곽 재개발 정책을 강행한 이후 강제 이주된 파벨라로 유입되면서 파벨라는 인구 과밀화로 몸살을 앓았다.
이에 파벨라 주민들은 군사독재정권의 파벨라 탄압에 무장투쟁을 통해 저항했고, 거주 환경 개선을 위해 상수도관을 건설했다. 1980년대부터 다수의 주민들이 토지없는 노동자 운동에 가입해 토지개혁 운동을 주도했다.
2003년 대통령에 취임한 루이스 이나시우 룰라 다 시우바는 파벨라의 생활기반시설을 개선하고 관광사업을 추진하겠다는 계획을 발표했다. 2008년 룰라는 치안을 명목으로 평화경찰부대를 설립하고 파벨라에 배치했지만 이 역시 파벨라 주민과 브라질 정부간의 새로운 갈등 요인으로 지목되고 있다.
리우데자네이루를 보면 도시 구조가 굉장히 괴이한데 구세주 그리스도상에서 예수의 앞부분은 부촌인 반면 예수의 뒷 부분이 파벨라이다. 이는 마치 하늘이 버린 동네 라는 인상을 주고 있다.

## 같이 보기
- 슬럼
- 달동네
- 판자촌
- 소웨토